# Obersiemeringhausen
Obersiemeringhausen ist eine Ortschaft in der Gemeinde Marienheide im Oberbergischen Kreis, Nordrhein-Westfalen, Deutschland.

## Lage und Beschreibung
Der Ort liegt etwa 2,5 km vom Hauptort entfernt.

## Geschichte

### Erstnennung
Im Jahr 1443 wurde der Ort das erste Mal urkundlich erwähnt und zwar „Einkünfte und Rechte des Kölner Apostelstiftes“.
Die Schreibweise der Erstnennung war Symerinckhusen/Symerinchusen.